# A Graña (Junquera de Espadañedo)
A Graña es un lugar español situado en la parroquia de Junquera de Espadañedo, del municipio de Junquera de Espadañedo, en la provincia de Orense, Galicia.

## Demografía
| Gráfica de evolución demográfica de A Graña entre 2000 y 2022 |
|                                                               |
| Datos según el nomenclátor publicado por el INE.              |